# Забдибель
Забдибель (ЗабдиБол, ЗабдиБел; вторая половина III века до н. э.) — возможно, династ из Пальмиры, на стороне Селевкидов командовавший арабами в битве при Рафии в 217 году до н. э.

## Биография
О Забдибеле сообщал в своей «Всеобщей истории» Полибий. В 217 году до н. э., в ходе Четвёртой Сирийской войны, которую вели друг с другом государство Селевкидов и птолемеевский Египет за обладание Келесирией, между войсками Антиоха III и Птолемея IV состоялось генеральное сражение при Рафии. Среди военачальников Антиоха упоминается Забдибель, командовавший отрядом «из арабов и соседних с ними народов — численностью до десяти тысяч человек». По мнению Э. Бикермана, Забдибель, вероятно, был династом. Хотя, по замечанию учёного, жившие на границе с пустыней арабские племена всегда сохраняли своё полунезависимое состояние от селевкидского правительства.
Как предположил И. Ш. Шифман, Забдибель мог быть пальмирянином, так как это имя известно только в Пальмире, где оно является распространенным.